# Splatoon (videojuego)
Splatoon (スプラトゥーン Supuratūn?) es un videojuego de disparos en tercera persona desarrollado por Nintendo EAD y publicado para la consola Wii U. Fue lanzado a nivel mundial el 29 de mayo de 2015 y se trata de la primera entrega de la saga Splatoon.
El título, orientado al multijugador en línea, se desarrolla en un mundo habitado por criaturas humanoides, los Inkling, capaces de transformarse en calamares y disparar tinta. Los jugadores forman equipos de cuatro y deben vencer a sus rivales sobre el campo de batalla, ya sea en combates amistosos, competitivos o en equipo. También dispone de un modo individual que permite familiarizarse con las armas disponibles. Durante las partidas se puede utilizar la pantalla del Wii U GamePad para acceder a la posición de los compañeros sobre el escenario, así como desbloquear opciones y minijuegos a través de figuras Amiibo.
Splatoon ha sido el sexto juego más vendido en la historia de Wii U, con casi cinco millones de copias en formato físico y digital. El título obtuvo buenas críticas por su aproximación del multijugador de disparos a un perfil de cualquier edad, y fue galardonado en 2015 con dos premios The Game Awards al «mejor juego de disparos» y al «mejor multijugador».

## Argumento
El juego está ambientado en un universo ficticio donde la civilización humana se ha extinguido por la subida del nivel del mar, y los moluscos han evolucionado hasta convertirse en la especie dominante. El escenario principal es la plaza de Cromópolis, construida con los restos de la cultura humana, y sus habitantes son los Inkling, una nueva raza de criaturas humanoides que pueden transformarse en calamares y disparar tinta con sus armas.
El modo individual comienza a raíz del robo del Gran Siluro/Gran Volbagre, la mayor fuente de electricidad de Cromópolis. El jugador es reclutado en la plaza por el veterano Capitán Jibión, líder del Comando Branquias, quien le informa de que los responsables son los octarianos, una especie similar al pulpo que había sido derrotada siglos atrás en la Gran Guerra Territorial. Con la ayuda del dúo de las Calamarciñas, formado por Mar y Tina, el apodado «agente 3» deberá recorrer las cinco áreas del Distrito Pulpo para recuperar el pez y derrotar al líder de los octarianos, DJ Octovius.

## Sistema de juego
Splatoon es un videojuego de disparos en tercera persona donde los jugadores controlan a unos personajes humanoides (Inklings) que utilizan armas con tinta como munición. Los personajes pueden adoptar forma humana, lo que les permite disparar y correr, o transformarse en calamares para nadar en la tinta de su color que previamente habían esparcido sobre el escenario. También pueden valerse de ella para ocultarse, recargar munición y recuperar su salud. En cambio, la tinta rival les causa daños y les impide moverse correctamente.
Cada jugador dispone de un arma principal a la que va asociada otra secundaria y un ataque especial, y todas ellas sirven para «liquidar» a los rivales. Si el jugador cae liquidado, tarda unos segundos en reaparecer desde el punto de salida. En la primera entrega de Splatoon hay cinco armas principales —lanzatintas, rodillos, cargatintas, derramatic y tintralladoras—, diez armas secundarias y siete armas especiales. El sistema de control acepta tanto el giroscopio como los joystick analógicos, y la pantalla del mando Wii U GamePad permite ver el mapa y el estado de nuestros aliados; mientras no hayan sido liquidados, podemos desplazarnos hacia su posición a través de un supersalto.
El Inkling va ataviado con tres complementos: un accesorio para la cabeza, una prenda y calzado. Todos ellos tienen un potenciador principal, y a medida que se gana experiencia pueden conseguirse nuevos potenciadores secundarios, hasta tres según el nivel del producto. La mayoría se compran en las tiendas del juego, pero otros solo están disponibles en eventos especiales o desbloqueándolos con figuras Amiibo. En el callejón de la plaza se puede hablar con Eri, un erizo de mar que consigue artículos por encargo y modifica potenciadores.
Hay dieciséis escenarios para batallas multijugador, pero el juego decide de forma aleatoria en cuáles se disputan los combates en línea: dos por el modo territorial y dos por el competitivo. Los escenarios van rotando cada cuatro horas y son anunciados al inicio por las Calamarciñas.

### Un jugador
El juego dispone de un modo individual —Modo Historia—, con una mecánica similar a la de un plataformas, que permite familiarizarse con las armas principales. A lo largo del juego hay veintisiete niveles y cinco jefes. Se pueden desbloquear más detalles sobre el argumento del juego a través de los «pergaminos» ocultos en cada uno de los niveles.
El set de figuras Amiibo de Splatoon permite desbloquear desafíos especiales, basados en las misiones ya completadas del Modo Historia. Al superar esos niveles se pueden conseguir artículos exclusivos, minijuegos y réplicas de armas.

### Multijugador

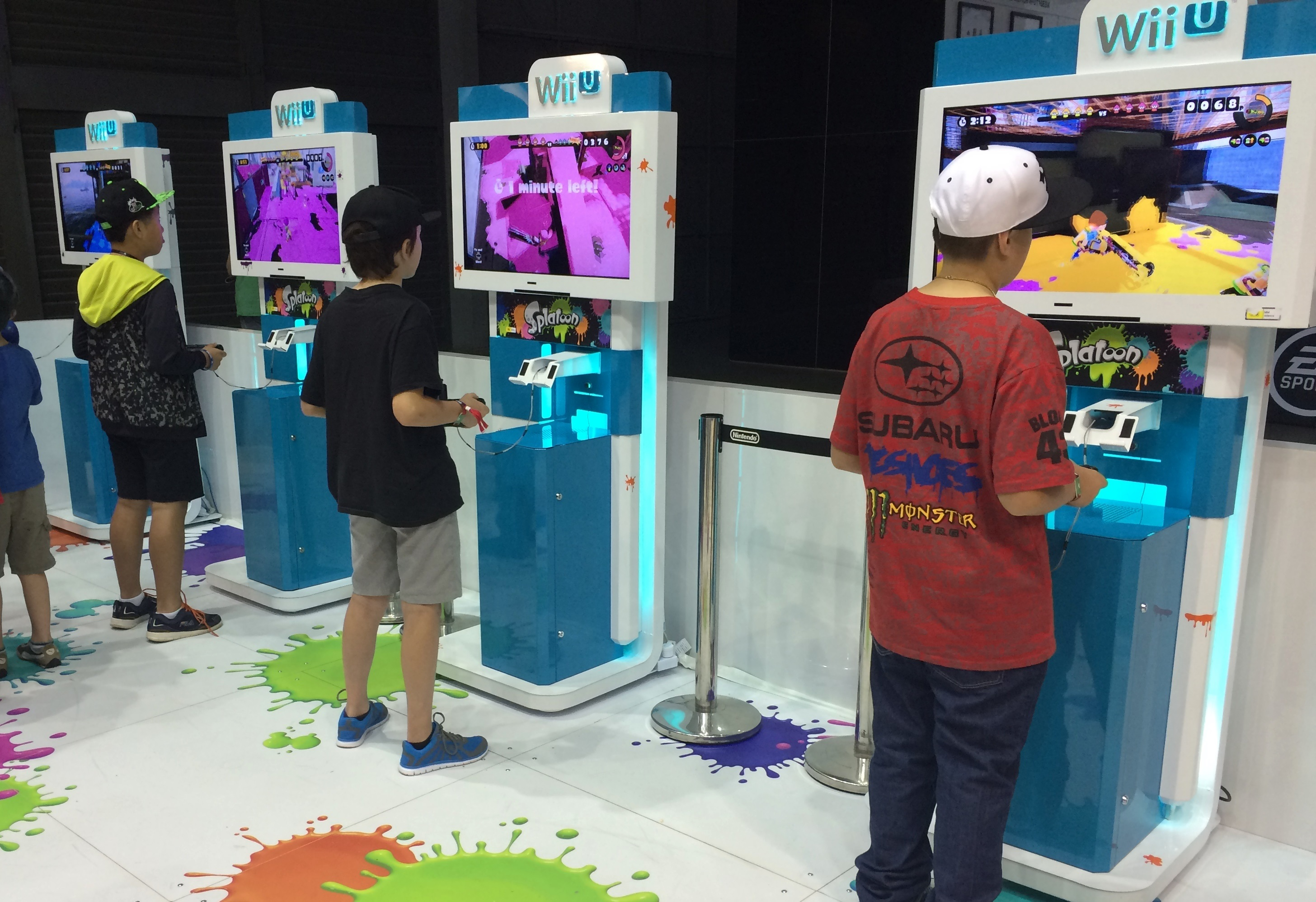
Expositores de Splatoon en la feria EB Games Expo de Sídney, Australia (2015).

Splatoon está diseñado como un videojuego multijugador masivo en línea, donde el menú es un mundo virtual —plaza de Cromópolis— que permite interactuar con el resto de gente conectada. Al acceder al vestíbulo, el jugador forma equipo con otras personas para participar en combates de cuatro contra cuatro. Al final de cada batalla se obtiene dinero, puntos de nivel y potenciadores que mejoran algunas características; el dinero sirve para comprar nuevas armas o bien para personalizar la ropa, calzado y accesorios del personaje. A medida que sube el nivel se van desbloqueando opciones y modos de juego, mientras que las actualizaciones sirven para añadir novedades y corregir glitches. Si bien el juego dejó de recibir actualizaciones en 2016, los servidores siguen abiertos.
En el Modo Amistoso, también conocido como «Territorial», el jugador participa en una batalla de dos equipos —cuatro contra cuatro— donde el objetivo es cubrir la mayor parte de superficie posible con la tinta de nuestro color, así como liquidar a los rivales. Es necesario que haya ocho jugadores conectados para empezar y el reparto de equipos es aleatorio. Gana el equipo que haya entintado más superficie al final de tres minutos de combate.
A partir del nivel 10, el jugador puede acceder al Modo Competitivo y al Modo con Amigos. En el competitivo se forman dos equipos de cuatro en distintas modalidades con sus propias reglas: «Pintazonas», «Torre/Torreón» y «Pez Dorado». Los estilos van rotando cada cuatro horas según el momento del día. El jugador tiene un rango por cada estilo de combate, desde «C» hasta «S» y el rango especial «S+», que subirá o bajará en función del desempeño, medido con un nivel de energía. En este caso los combates duran cinco minutos, a menos que uno de los equipos haya ganado antes de tiempo. Por otro lado, el modo con amigos —registrados previamente a través de Miiverse— permite «combate en equipo», de dos a cuatro jugadores contra equipos aleatorios, y «combate privado», con reglas personalizadas y un máximo de ocho personas.
Splatoon tiene un modo local para dos jugadores, uno contra uno. En esta opción el objetivo es reventar más globos que el rival durante cinco minutos, así como intentar liquidarle para que pierda su puntuación. El vencedor es quien haya conseguido 30 puntos o sume más que el rival. El primer jugador deberá usar los controles y la pantalla del Wii U GamePad, mientras que el segundo utilizará un mando Pro y el televisor.
El juego celebró dieciséis eventos especiales, conocidos como Splatfest —Festival en España, Festival del Teñido en América Latina—, donde el jugador debía elegir un bando entre dos opciones y luchar por él. En el transcurso del festival —unas 24 horas— todos los jugadores llevan la misma camiseta correspondiente a su equipo, y los modos habituales son reemplazados por «combates temáticos» en estilo territorial. Al final de cada evento se anuncia el ganador según la suma de dos parámetros: popularidad y victorias. Dependiendo del resultado y del rango se obtienen como recompensa supermoluscos, que sirven para modificar aspectos de los potenciadores. Esta modalidad estuvo disponible desde 2015 hasta 2016.

## Desarrollo

### Producción

Paleta de colores base utilizada en Splatoon: rosa, verde lima, naranja, azul, turquesa y morado.

Durante la vida útil de Wii U, el estudio Nintendo EAD estuvo trabajando en el desarrollo de nuevas licencias que aprovechasen sus características. El equipo que hizo Splatoon se constituyó a finales de 2013 y estaba formado por programadores más jóvenes que en otras licencias de Nintendo. El productor jefe era Hisashi Nogami, quien previamente había dirigido los primeros títulos de la saga Animal Crossing, mientras que los directores fueron Yusuke Amano y Tsubasa Sakaguchi.
El equipo propuso trabajar un videojuego de disparos en tercera persona, género poco común en el catálogo de Nintendo. Dado que Wii U pretendía generar comunidades de jugadores en torno a sus licencias, los objetivos eran hacer un título accesible para todos los públicos y que tuviera constantes actualizaciones. El programador Shintaro Sato desarrolló una beta con bloques de tofu que disparaban tinta en una batalla territorial, y que ya utilizaba la pantalla del Wii U GamePad para ver el mapa; más tarde se añadieron opciones como apuntar con el sensor de giro del mando, la tinta de colores llamativos, y que los personajes pudieran moverse sobre el líquido esparcido en el suelo y las paredes.
Los desarrolladores dieron especial importancia al diseño de personajes. En un primer momento se había apostado por conejos, unos animales de comportamiento territorial, pero los directivos de Nintendo lo rechazaron porque no podían asociarse al concepto de tinta. También se descartó recurrir a la franquicia Mario porque la compañía quería una nueva propiedad intelectual. Al final Nogami recuperó una de las ideas preliminares, el calamar. Ante las dudas del productor sobre su encaje, Sakaguchi propuso crear un personaje humanoide con características de calamar. El resultado fueron los Inkling, unas criaturas de aspecto joven que pueden transformarse en calamares y nadar sobre la tinta con rapidez. Sobre este concepto se hizo un amplio trabajo de arte conceptual, inspirado en la oceanografía y en la estética de las tribus urbanas, que dotaba al conjunto de personalidad propia.
Respeto al multijugador en línea, Amano apostó por un sistema de emparejamiento (matchmaking) que conectase a personas con estilos de juego similares, en lugar de equilibrarlo según el nivel de cada persona. También se decidió que hubiera una rotación de mapas para que ningún arma o equipamiento tuviese ventaja sobre el resto. Para la comunicación con el resto del equipo, la pantalla del Wii U GamePad permite ver el mapa y la posición de los compañeros. El chat de voz quedó descartado porque, en opinión de Amano, desprendía un comportamiento negativo que podía alejar al jugador casual. En su lugar se incluyeron comandos rápidos con la cruceta analógica: «aquí / vengan», «me han dado / me dieron» y «¡genial!».

### Lanzamiento
Nintendo aprovechó su conferencia de prensa en la Electronic Entertainment Expo 2014 para hacer la presentación oficial de Splatoon. Además de mostrar un video sobre la mecánica del juego, los periodistas acreditados pudieron probar la demo y compartir sus impresiones. En ese momento no se desveló una fecha de lanzamiento, pero la compañía trabajaba con vistas al primer semestre de 2015.
Con el paso del tiempo se dieron más detalles a través de sucesivos Nintendo Direct, hasta confirmarse que la fecha de lanzamiento mundial sería el 29 de mayo de 2015. Tres semanas antes del estreno hubo un Nintendo Direct específico sobre Splatoon en el que se explicaban todos los pormenores de la nueva licencia, así como los horarios de la demo Global Testfire.
Como Nintendo pretendía consolidar una comunidad de jugadores en torno al juego, se decidió que no todo el contenido estuviese disponible desde el principio. Los modos de juego competitivos, los escenarios y los eventos especiales se fueron añadiendo a través de actualizaciones gratuitas El juego distingue tres regiones: Japón, América, y Europa-Oceanía.

### Música

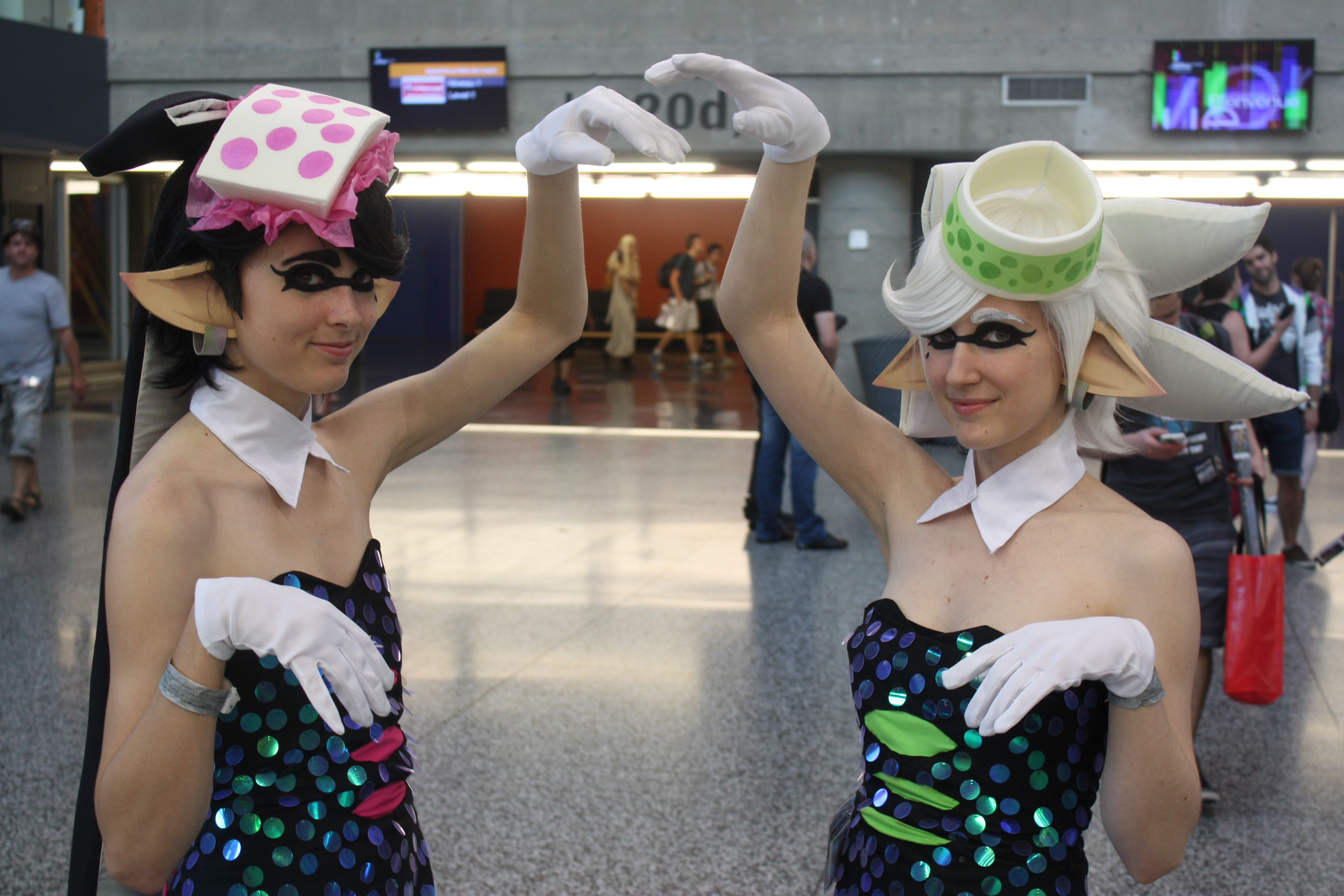
Cosplay de las Calamarciñas, dos de los personajes más conocidos del juego gracias al éxito de ventas de la banda sonora.

La música de Splatoon corrió a cargo de Toru Minegishi y Shiho Fujii. Desde el primer momento se apostó por una banda sonora original que evocase tanto el ritmo frenético de los combates como los colores vivos de la tinta, así que los autores se inspiraron en grupos virtuales y en los programas de síntesis de voz. Las Calamarciñas están basadas en artistas del idol japonés, mientras que las canciones instrumentales entremezclan sonidos punk y rock.
El 21 de octubre de 2015, la discográfica Enterbrain editó un álbum doble que recoge todas las canciones del juego, «Splatune», y que llegó a situarse entre los cincuenta álbumes más vendidos del año en Japón. A raíz del éxito comercial del videojuego, Nintendo organizó una gira de «conciertos virtuales» con una banda de música en directo y hologramas de las Calamarciñas. En 2016 se celebraron tres eventos en la Game Party Japan, en la Niconico Chokaigi (ambos en Chiba) y en la Japan Expo de París. El 13 de julio de 2016 se publicó un segundo álbum con el concierto en directo, «Splatoon Live in Makuhari (Shiokalive)».

### Promoción
Del 8 al 9 de mayo de 2015, semanas antes del lanzamiento oficial, la tienda virtual Nintendo eShop publicó una demo, «Splatoon Global Testfire», que permitía jugar por tiempo limitado en modo territorial. Los horarios estaban prestablecidos para probar el estado de los servidores. Además se organizaron numerosos actos promocionales; Nintendo America celebró un evento de presentación en el muelle de Santa Mónica, el Splatoon Mess Fest, donde los asistentes podían probar la demo y ver a famosos en un circuito de obstáculos inspirado en el juego.
Con motivo del lanzamiento se comercializó un set de tres figuras Amiibo —Inkling chica, Inkling chico e Inkling calamar— que permitían desbloquear desafíos individuales. La colección Amiibo de Splatoon ha sido ampliada con el paso del tiempo. Hubo también un artbook oficial, editado por Kadokawa, y otros productos licenciados como pistolas de agua inspiradas en el lanzatintas.
El juego incluyó alianzas comerciales a través de los festivales Splatfest. La región que más lo aprovechó fue Japón, donde hubo colaboraciones puntuales con 7-Eleven, Kirin, Kurazushi, Maruchan, Meiji, y Nintendo. El gobierno de la prefectura de Saga, una región conocida por su calamar fresco, aprovechó la oportunidad para promocionarse como destino turístico a través de un evento temático. En Europa y América hubo dos festivales sobre franquicias de Nintendo (Pokemon y Miitomo) y otro basado en la serie Bob Esponja. El último Splatfest se celebró en julio de 2016 con un duelo entre Mar y Tina; tiempo después se supo que el resultado influriía en la trama de Splatoon 2 para Nintendo Switch, cuyo desarrollo fue confirmado en enero de 2017.
Dentro de los deportes electrónicos, Nintendo organizó un campeonato específico para Japón, el Splatoon Koshien, con eliminatorias regionales y una fase final en enero de 2016. Tras el lanzamiento de Splatoon 2, la compañía ha incentivado el desarrollo de torneos oficiales a nivel continental y mundial.

## Recepción

### Comercial
Splatoon es el sexto título más vendido en la historia de Wii U: a finales de 2017 había alcanzado 4,95 millones de copias vendidas en formato físico y digital. Todo ello le convirtió en el mejor estreno de una nueva propiedad intelectual de Nintendo desde Wii Sports en 2006. La región donde se vendieron más unidades fue Japón, con un total de 1,37 millones.

### Crítica
El título tuvo buena acogida entre la prensa especializada, con una valoración media de 81 sobre 100 en el agregador de reseñas Metacritic. En términos generales se apuntó que Nintendo hubiera creado un multijugador en línea de disparos con estética de dibujo animado, ritmo frenético y adaptada a todos los públicos, que se alejaba del realismo habitual en el género. La revista Edge le dedicó su portada de mayo de 2015, con el subtítulo «cómo Nintendo está reinventando los shooter multijugador», y terminó otorgándole un 9 sobre 10. El diario The Guardian definió Splatoon como «un soplo de aire fresco, o más bien una gota de tinta fresca, para todos aquellos que disfruten con los videojuegos de disparos pero se hayan cansado de una interminable lista de títulos realistas y sangrientos.». Y Hobby Consolas valoró la reinvención de Nintendo en un género que hasta la fecha no se había atrevido a explorar.
La publicación web IGN le había dado en un primer momento un 7,9 debido a la escasez inicial de mapas, pero tras las actualizaciones revisó la nota para subirla a un 8,6. Otros aspectos criticados fueron la ausencia de chat de voz, que dificultaba la elaboración de estrategias, y las caídas puntuales de los servidores.
En los resúmenes de los mejores videojuegos de 2015, Splatoon fue galardonado con dos premios The Game Awards al «mejor juego de disparos» y al «mejor multijugador», además de haber sido nominado como mejor juego familiar. Además recibió tres Premios Famitsū al mejor videojuego, al título más innovador —compartido con Super Mario Maker— y a la mejor nueva licencia. En 2016 obtuvo el reconocimiento al mejor videojuego en los Japan Game Awards, otorgados por el Ministerio de Economía e Industria de Japón.